# Torneo Clausura 2022 de la Liga FUTVE Futsal 1
El Torneo Clausura 2022 de la Liga FUTVE Futsal 1 fue organizado por la Federación Venezolana de Fútbol. El 15 de octubre del 2022, comenzó la competición en consonancia duró 36 días por ende finalizó el 19 de noviembre del 2022. No hubo final absoluta motivado a que el campeón del torneo apertura 2022 fue el campeón del torneo clausura 2022 por ende el campeón absoluto de la Liga Futve Futsal 1 del 2022 clasificó a la Copa Libertadores 2023.

## Gimnasios que son sedes
| Nombre del gimnasio    | Dirección del gimnasio | Ref.  |
| ---------------------- | --- | ----- |
| Gimnasio José Beracasa | Ciudad de Caracas, Distrito Capital, municipio Bolivariano Libertador, parroquia Paraíso, urbanización Paraíso, avenida José Antonio Páez entre la avenida los Pinos y la avenida Arismendi. Punto de referencia: a 3 cuadras de la plaza Páez y al frente de la jefatura civil del Paraíso | [ 2 ] |
| Domo José María Vargas | Estado La Guaira, municipio Vargas, capital Maiquetía, parroquia Carlos Soublette, avenida Soublette cerca de la calle Montesano. Punto de referencia: a 2 cuadras de la jefatura civil Carlos Soublette y al lado del Polideportivo José María Vargas                                      | [ 3 ] |

## Ingreso a los gimnasios

### Capacidad máxima de fanáticos en los gimnasios
Fue el 100% de su capacidad, asimilado esto, las personas llevaron su tapaboca para cumplir con todas las normas de bioseguridad.

### Venta de entrada
| Espacio | Nombre del espacio                   | Dirección del espacio | Ref.  |
| ------- | ------------------------------------ | --- | ----- |
| Físico  | Taquillas del Gimnasio José Beracasa | Ciudad de Caracas, Distrito Capital, municipio Bolivariano Libertador, parroquia Paraíso, urbanización Paraíso, avenida José Antonio Páez entre la avenida los Pinos y la avenida Arismendi. Punto de referencia: a 3 cuadras de la plaza Páez y al frente de la jefatura civil del Paraíso | [ 2 ] |
| Físico  | Taquillas del Domo José María Vargas | Estado La Guaira, municipio Vargas, capital Maiquetía, parroquia Carlos Soublette, avenida Soublette cerca de la calle Montesano. Punto de referencia: a 2 cuadras de la jefatura civil Carlos Soublette y al lado del Polideportivo José María Vargas                                      | [ 3 ] |

## Formato de competencia
Estuvo conformado por la fase de grupos, los cuartos de final, la semifinal y la final:
| Niveles del sistema de clasificación | Definición de cada nivel en el sistema de clasificación |
| ------------------------------------ | --- |
| Fase de grupos                       | Estuvo integrada por el grupo A y el grupo B, captado lo previo, el grupo A poseyó 6 equipos que en el Domo José María Vargas y el Gimnasio José Beracasa, iniciaron los juegos en pro de jugar 2 veces con cada equipo de su grupo para consumar 10 juegos en consonancia el grupo B poseyó 6 equipos que en el Domo José María Vargas y el Gimnasio José Beracasa, iniciaron los juegos en pro de jugar 2 veces con cada equipo de su grupo para consumar 10 juegos. Al finalizar la fase de grupos, clasificaron los primeros 4 equipos de cada grupo a los cuartos de final. |
| Cuartos de final                     | Clasificaron a la semifinal, los ganadores de 1 evento de futsal. |
| Semifinal                            | Clasificaron a la final, los ganadores de 1 evento de futsal. |
| Final                                | Fue el campeón, el ganador de 1 evento de futsal. |

## Equipos y clasificación de la fase de grupos
| Equipo                                    | PJ | PG | PE | PP | PTS | GF | GC | GF-GC |
| ----------------------------------------- | -- | -- | -- | -- | --- | -- | -- | ----- |
| Tigres Futsal Club ★                      | 10 | 7  | 3  | 0  | 24  | 34 | 15 | +19   |
| Bucaneros de la Guaira                    | 10 | 6  | 3  | 1  | 21  | 45 | 18 | +27   |
| La Fría del Sur                           | 10 | 4  | 2  | 4  | 14  | 24 | 24 | 0     |
| Academia Campeones Mundiales del 97       | 10 | 2  | 3  | 5  | 9   | 14 | 35 | -21   |
| Cangrejeros de Monagas (Equipo de Futsal) | 10 | 2  | 2  | 6  | 8   | 22 | 29 | -7    |
| Real Yaracuy Futsal Club                  | 10 | 2  | 1  | 7  | 7   | 11 | 28 | -17   |

| Equipo                                     | PJ | PG | PE | PP | PTS | GF | GC | GF-GC |
| ------------------------------------------ | -- | -- | -- | -- | --- | -- | -- | ----- |
| Centauros de Caracas                       | 10 | 6  | 2  | 2  | 20  | 29 | 18 | +11   |
| Santa Bárbara del Zulia (Equipo de Futsal) | 10 | 6  | 0  | 4  | 18  | 26 | 23 | +3    |
| Vikingos de Miranda FS                     | 10 | 5  | 1  | 4  | 16  | 26 | 27 | -1    |
| Club Deportivo Mundo Factory               | 10 | 3  | 3  | 4  | 12  | 26 | 24 | +2    |
| Club Deportivo Candelero                   | 10 | 3  | 2  | 5  | 11  | 19 | 27 | -8    |
| Dragones de Carabobo                       | 10 | 2  | 2  | 6  | 8   | 28 | 35 | -7    |

★ Invicto y Color rojo para los clasificados a los 4tos de final

## Goleadores en la fase de grupos del Torneo Clausura 2022 de la Liga FUTVE Futsal 1
Uno de los regalos más bonitos del futsal, es el gol:
| Posición | Jugador             | Equipo                   | Cantidad de goles | Equipos que goleó |
| -------- | ------------------- | ------------------------ | ----------------- | --- |
| 1        | Greudy Salas        | Tigres Futsal Club       | 10                | Consumó 1 gol a La Fría del Sur, 3 goles a Academia Campeones Mundiales del 97, 2 goles a Real Yaracuy Futsal Club, 2 goles a Bucaneros de la Guaira y 2 goles a Cangrejeros de Monagas |
| 2        | Eneiker Morales     | Bucaneros de la Guaira   | 9                 | Consumó 1 gol a La Fría del Sur, 2 goles a Real Yaracuy Futsal Club, 5 goles a Academia Campeones Mundiales del 97 y 1 gol a Tigres Futsal Club                                         |
| 3        | Jhonniel Pérez Siso | Centauros de Caracas     | 7                 | Consumó 1 gol a Vikingos de Miranda, 2 goles a Mundo Factory, 1 gol a Club Deportivo Candelero y 3 goles a Dragones de Carabobo                                                         |
| 4        | Gregory Veramendi   | Bucaneros de la Guaira   | 6                 | Consumó 1 gol a La Fría del Sur, Consumó 2 goles a Cangrejeros de Monagas, 2 goles a Academia Campeones Mundiales del 97 y 1 gol a Tigres Futsal Club                                   |
| 5        | Maikel Torres       | Bucaneros de la Guaira   | 6                 | Consumó 2 goles a Real Yaracuy Futsal Club, 2 goles a Academia Campeones Mundiales del 97 y 2 goles a Cangrejeros de Monagas                                                            |
| 6        | Edwin Bracho        | Bucaneros de la Guaira   | 6                 | Consumó 2 goles a Tigres Futsal Club, 1 gol a Real Yaracuy Futsal Club y 3 goles a Academia Campeones Mundiales del 97                                                                  |
| 7        | José Pájaro         | Dragones de Carabobo     | 6                 | Consumó 2 goles a Vikingos de Miranda FS, 2 goles a Centauros de Caracas y 2 goles a Mundo Factory                                                                                      |
| 8        | Fran Villegas       | Vikingos de Miranda FS   | 6                 | Consumó 2 goles a Centauros de Caracas, 2 goles a Mundo Factory y 2 goles a Dragones de Carabobo                                                                                        |
| 9        | Paolo Sánchez       | Bucaneros de la Guaira   | 5                 | Consumó 2 goles a Cangrejeros de Monagas, 2 goles a Academia Campeones Mundiales del 97 y 1 gol a Real Yaracuy Futsal Club                                                              |
| 10       | Yunnecker Hernández | Club Deportivo Candelero | 5                 | Consumó 1 gol a Vikingos de Miranda FS, 1 gol a Santa Bárbara del Zulia y 3 goles a Dragones de Carabobo                                                                                |

## Cuartos de final, semifinal y final
|  | Cuartos de final                           | Cuartos de final                           | Cuartos de final       |                        |                        | Semifinal              | Semifinal | Semifinal |  |                      | Final                | Final        | Final |  |
|  |                                            |                                            |                        |                        |                        |                        |           |           |  |                      |                      |              |       |  |
|  |                                            |                                            |                        |                        |                        |                        |           |           |  |                      |                      |              |       |  |
|  | Santa Bárbara del Zulia (Equipo de Futsal) | Santa Bárbara del Zulia (Equipo de Futsal) | 0                      |                        |                        |                        |           |           |  |                      |                      |              |       |  |
|  | Santa Bárbara del Zulia (Equipo de Futsal) | Santa Bárbara del Zulia (Equipo de Futsal) | 0                      |                        |                        |                        |           |           |  |                      |                      |              |       |  |
|  | La Fría del Sur ★                          | La Fría del Sur ★                          | 1                      |                        |                        |                        |           |           |  |                      |                      |              |       |  |
|  | La Fría del Sur ★                          | La Fría del Sur ★                          | 1                      |                        | La Fría del Sur        | La Fría del Sur        | 0         |           |  |                      |                      |              |       |  |
|  |                                            |                                            |                        |                        | La Fría del Sur        | La Fría del Sur        | 0         |           |  |                      |                      |              |       |  |
|  |                                            |                                            | Tigres Futsal Club ★   | Tigres Futsal Club ★   | 1                      |                        |           |           |  |                      |                      |              |       |  |
|  | Tigres Futsal Club ★                       | Tigres Futsal Club ★                       | Tigres Futsal Club ★   | Tigres Futsal Club ★   | 1                      | 1                      |           |           |  |                      |                      |              |       |  |
|  | Tigres Futsal Club ★                       | Tigres Futsal Club ★                       |                        |                        |                        |                        |           |           |  |                      |                      |              |       |  |
|  | Club Deportivo Mundo Factory               | Club Deportivo Mundo Factory               | 0                      |                        |                        |                        |           |           |  |                      |                      |              |       |  |
|  | Club Deportivo Mundo Factory               | Club Deportivo Mundo Factory               | 0                      |                        |                        |                        |           |           |  | Tigres Futsal Club ★ | Tigres Futsal Club ★ | 0            |       |  |
|  |                                            |                                            |                        |                        |                        |                        |           |           |  | Tigres Futsal Club ★ | Tigres Futsal Club ★ | 0            |       |  |
|  |                                            |                                            | Centauros de Caracas   | Centauros de Caracas   | 1                      |                        |           |           |  |                      |                      |              |       |  |
|  | Bucaneros de la Guaira ★                   | Bucaneros de la Guaira ★                   | Centauros de Caracas   | Centauros de Caracas   | 1                      | 1                      |           |           |  |                      |                      |              |       |  |
|  | Bucaneros de la Guaira ★                   | Bucaneros de la Guaira ★                   |                        |                        |                        |                        |           |           |  |                      |                      |              |       |  |
|  | Vikingos de Miranda FS                     | Vikingos de Miranda FS                     | 0                      |                        |                        |                        |           |           |  |                      |                      |              |       |  |
|  | Vikingos de Miranda FS                     | Vikingos de Miranda FS                     | 0                      |                        | Bucaneros de la Guaira | Bucaneros de la Guaira | 0         |           |  | Tercer lugar         | Tercer lugar         | Tercer lugar |       |  |
|  |                                            |                                            |                        |                        | Bucaneros de la Guaira | Bucaneros de la Guaira | 0         |           |  | Tercer lugar         | Tercer lugar         | Tercer lugar |       |  |
|  |                                            |                                            | Centauros de Caracas ★ | Centauros de Caracas ★ | 1                      |                        |           |           |  |                      |                      |              |       |  |
|  | Centauros de Caracas ★                     | Centauros de Caracas ★                     | Centauros de Caracas ★ | Centauros de Caracas ★ | 1                      | 1                      |           |           |  |                      |                      |              |       |  |
|  | Centauros de Caracas ★                     | Centauros de Caracas ★                     |                        |                        |                        |                        |           |           |  |                      |                      |              |       |  |
|  | Academia Campeones Mundiales del 97        | Academia Campeones Mundiales del 97        | 0                      |                        |                        |                        |           |           |  |                      |                      |              |       |  |
|  | Academia Campeones Mundiales del 97        | Academia Campeones Mundiales del 97        | 0                      |                        |                        |                        |           |           |  |                      |                      |              |       |  |
|  |                                            |                                            |                        |                        |                        |                        |           |           |  |                      |                      |              |       |  |

| |
| Campeón del Torneo Clausura 2022 de la Liga Futve Futsal 1 y Campeón del Torneo Apertura 2022 de la Liga Futve Futsal 1 por ende Campeón Absoluto del Año 2022 Centauros de Caracas ★ |

## Patrocinantes
| Nombre de la empresa            | Especialidad de la empresa                                                                                                   | Dirección de la empresa | Página Web                                   | Número telefónico |
| ------------------------------- | --- | --- | -------------------------------------------- | ----------------- |
| Federación Venezolana de Fútbol | Generar torneos de fútbol venezolano y cumplir las normas de la FIFA motivado a que está afiliada a esta empresa futbolítica | Ciudad de Caracas, Distrito Capital, municipio Bolivariano Libertador, parroquia el Recreo, urbanización Sabana Grande, avenida Santos Erminy Arismendi entre la avenida Francisco Solano López y el Bulevar de Sabana Grande, precisamente en el edificio torre Mega II. El Punto de referencia es a 2 cuadras del Banco de Venezuela                                       | http://www.federacionvenezolanadefutbol.org/ |                   |
| Roly                            | Vender ropa de buena calidad incluyendo ropa deportiva                                                                       | Ciudad de Caracas, Distrito Capital, municipio Bolivariano Libertador, parroquia la Candelaria, avenida Sur 9, esquina Puente Yanes a Perico, edificio Apolo, local PB. El Punto de referencia es Frente a Beco la Candelaria o al lado de MRW | https://www.instagram.com/rolyvenezuela/     | +582126142567     |
| Biomedical Forteza              | Importan y comercian equipos, materiales e insumos médicos, quirúrgicos y de laboratorio de la más alta calidad              | Ciudad de Caracas, estado Miranda, municipio Baruta, parroquia Nuestra Señora del Rosario de Baruta, urbanización Terrazas del Club Hípico, avenida América entre avenida Las Repúblicas y la calle Velutini, Centro Comercial Terrazas Plaza, piso 6, oficina 6G. El punto de referencia es a 6 cuadras del Centro Comercial Concresa y a 2 cuadras del edificio Los Roques | https://www.biomedicalforteza.com.ve/        | +58 2129777765    |

## Conmebol Libertadores Futsal 2022
Por segunda vez en su historia, Venezuela será sede de la máxima competición de clubes de futsal que se consumará desde el 21 hasta el 28 de mayo del 2023, felicitando esto, se han realizado 17 ediciones incluyendo a la 3.ª edición del año 2002 donde Venezuela fue sede en consonancia Asociación Carlos Barbosa de Futsal fue el rey debido a que ganó a Pumas de Venezuela.

## Conmebol Sub-20 Futsal 2022
Conmebol confirmó que nuestra nación será sede por ende el campeonato se disputará desde el 9 hasta el 17 de septiembre del 2023.